# 代韋塞爾鄉
44°28′N 22°40′E / 44.467°N 22.667°E
代韋塞爾鄉（羅馬尼亞語：Comuna Devesel, Mehedinți），是羅馬尼亞的鄉份，位於該國西南部，由梅赫丁茨縣負責管轄，面積70平方公里，海拔高度122米，2007年人口3,101，人口密度每平方公里44人。